# え
え、エは、日本語の音節の1つであり、仮名の1つである。1モーラを形成する。五十音図において第1行第4段（あ行え段）に位置する。現代仮名遣いでは第8行第4段（や行え段）を空欄としない場合、そこに再出する。現代仮名遣いで使用しない第10行第4段（わ行え段）のゑは置き換えられることがあり、その場合そこにも再出する。

## 概要

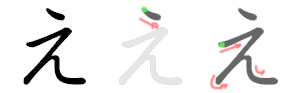
「え」の筆順

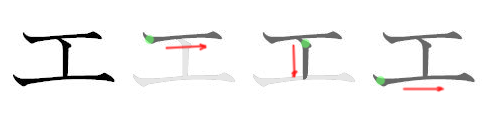
「エ」の筆順

- 現代標準語の音韻: 五母音の1つ /e/。前舌の中開き母音。すなわち、舌の前の方を中程度盛り上げて響きを作り、口を中程度開く。国際音声記号では非円唇前舌半狭母音[e]と非円唇前舌半広母音[ɛ]の中間音なので、精密表記では[e̞]もしくは[ɛ̝]と記述できる。簡略表記では[e]で表される。
- 五十音順: 第4位。「う」の後、「お」の前
- いろは順: 第34位。「こ」の後、「て」の前
- 平仮名「え」の字形: 「衣」の草体（衣は、万葉仮名であ行のえ[2]）
- 片仮名「エ」の字形: 「江」の旁（江は、万葉仮名でヤ行のエ[3]）

- ローマ字: e
- 点字:
- モールス信号: －・－－－
- 手旗信号：1→逆2→1

- 発音： え[ヘルプ/ファイル]

## 発音の歴史
| 現在の五十音図で、あ行・や行・わ行のえ段にはいずれも「え」が置かれているが、古くは「e」「ye」「we」が区別されており、万葉仮名や初期の平仮名・片仮名では区別されていた。また「あめつちの歌」に「え」が2回登場するのも「e」と「ye」を区別していた可能性がある。 10世紀中頃に「e」と「ye」の区別が消滅し、ともに「ye」と発音した。また、10世紀末には語中の「へ」がわ行の「ゑ」に変化した（ハ行転呼音）。11世紀以降「え」と「ゑ」の区別も失われていき、13世紀以降に完全に区別がなくなり、同じく「ye」と発音した。 江戸時代以降に発音が「ye」から「e」に変化した。しかし規範的には「ye」が正しいとする考えは相当遅くまで残ったようであり、19世紀の行智『悉曇字記真釈』（1815年）や中野柳圃遺教・大槻玄幹記『西音発微』（1826年）でもまだ「ye」としている。 | \| \| e \| ye \| we \| \| ------ \| -- \| -- \| -- \| \| 平仮名 \| え \| 𛀁 \| ゑ \| \| 片仮名 \| 𛀀 \| エ \| ヱ \| |    |    |
| | e | ye | we |
| 平仮名 | え | 𛀁 | ゑ |
| 片仮名 | 𛀀 | エ | ヱ |

## や行の「え」の仮名
発音の項で述べたように、あ行・や行の「え」は10世紀前半まで発音の区別があったが、現在は区別されない。江戸時代に両者は古代は異なる音だったという研究が起こり、白井寛蔭『音韻仮字用例』（1860年刊）では新しい仮名を創作して書きわけている。このような書きわけは明治初年の五十音図まで受け継がれた。その後も明治20年代まで文典類では両者を書きわけることがあった。

## え に関わる諸事項
- 外来語の「イェ」は「エ」と表記することが多い：エルサレム（イェルサレム）、エリツィン（イェリツィン）など。
  - 逆に日本語の「え」をローマ字でyeと表記することもある（円Yen、恵比寿Yebisuなど）。これは、発音の項にある「規範的には『ye』が正しいとする考えは相当遅くまで残った」ことに由来するものが殆どである。
- 現代仮名遣いで「え」と書かれるものは、歴史的仮名遣いでは「え」、「ゑ」および語中の「へ」の三種類がある。ただし、助詞の「へ」は現代仮名遣いでも「へ」と書く。
- え段のあとに「い」が置かれた場合には、え段長音に発音することが多い。『現代仮名遣い』では「えい」について、『エ列の長音として発音されるか,エイ,ケイなどのように発音されるかにかかわらず,エ列の仮名に「い」を添えて書く』と記している。
  - 例：「成形」=せいけい→セーケー、「先生」 =せんせい→センセー
  - ただし、これについては地方差・個人差が大きく、普段「エー」と発音する人でも、ゆっくりした発音では「エイ」となりがちである。魚のエイは長音にならないことが多い。楽曲ではえ段のあとに「い」が置かれた場合はほとんど「い」と発音される。
- 現代仮名遣いではえ段の長音は「え」と書き、例外的に「い」と書くとされている。実際には、「え」と書くのは「ねえさん（姉さん）」「ええ」（返事）「へえ」（感嘆詞）くらいしかなく、例外の方が多い。
- 「イェ」「ウェ」「ヴェ」「シェ」「ジェ」「チェ」「ツェ」「フェ」のように「ぇ」を小さく書いた場合は、拗音と同じように直前の文字と合わせて1つの音を構成する。すなわち、前の文字と合わせて1モーラを形成する。基本的に前の文字の母音をなくして子音だけにするか母音を半母音化して、それに/e/を合わせた音を表す。
  - ただし、語彙によっては「ぇ」が小さく書いてあっても大書きしたのと同様の発音になることがある。「ハイウェイ」を「ハイウエー」のように発音するなど。
  - 俗にえ段の仮名のあとに使われることがある（「へぇ」など）。この場合は大書きしたのと同様長音となり、単独で1モーラを構成する。
- なお、「え?」というのは、よく聞き取れなかったのでもう一度言って欲しい場合。またはよくわからないものを見たときに思わず発せられる場合がある。